# Triodanis biflora
Triodanis biflora (лат.) — вид цветковых растений рода Триоданис (Triodanis) семейства Колокольчиковые (Campanulaceae).

## Ботаническое описание
Листья растения тонкие, зубчатые, сидячие, широко ланцетные или яйцевидные, от 5 до 15 мм длиной.  
Цветки одиночные, колоколообразные. Венчик синего или фиолетового цвета, от 5 до 9 мм длиной.  

## Распространение
Растение распространено в США, встречается в Калифорнии.  